# Fotbollsallsvenskan 2006
Fotbollsallsvenskan 2006 vanns av IF Elfsborg från Borås. Vårsäsongen spelades 1 april–15 maj 2006 och höstsäsongen spelades 15 juli–5 november 2006. Serien avgjordes i 26:e och sista omgången då IF Elfsborg vann hemmamatchen mot Djurgårdens IF med 1–0, vilket var allt som krävdes för att vinna guld, då man sedan tidigare låg en poäng före AIK i tabellen.
Av de 14 lagen i Fotbollsallsvenskan 2006 kom fyra från Göteborg och tre från Stockholm och bara ett lag kommer från ort norr om Stockholms län.

## Tabeller

### Poängtabell
Tabellen nedan är hämtad från Svenska Fotbollförbundets hemsida.
  
| Nr | Lag                 | S  | V  | O  | F  | GM | IM | MS  | P  |
| -- | ------------------- | -- | -- | -- | -- | -- | -- | --- | -- |
| 1  | IF Elfsborg         | 26 | 13 | 11 | 2  | 41 | 19 | +22 | 50 |
| 2  | AIK (U)             | 26 | 13 | 10 | 3  | 46 | 23 | +23 | 49 |
| 3  | Hammarby IF1        | 26 | 13 | 7  | 6  | 40 | 31 | +9  | 43 |
| 4  | Helsingborgs IF SC  | 26 | 11 | 9  | 6  | 44 | 34 | +10 | 42 |
| 5  | Kalmar FF           | 26 | 12 | 5  | 9  | 39 | 30 | +9  | 41 |
| 6  | Djurgårdens IF (RM) | 26 | 11 | 7  | 8  | 31 | 25 | +6  | 40 |
| 7  | Malmö FF            | 26 | 10 | 8  | 8  | 43 | 39 | +4  | 38 |
| 8  | IFK Göteborg        | 26 | 9  | 9  | 8  | 39 | 36 | +3  | 36 |
| 9  | Gefle IF            | 26 | 8  | 7  | 11 | 28 | 39 | −11 | 31 |
| 10 | Gais (U)            | 26 | 5  | 12 | 9  | 25 | 33 | −8  | 27 |
| 11 | Halmstads BK        | 26 | 5  | 12 | 9  | 22 | 30 | −8  | 27 |
| 12 | BK Häcken           | 26 | 4  | 10 | 12 | 29 | 41 | −12 | 22 |
| 13 | Östers IF (U)       | 26 | 4  | 7  | 15 | 19 | 46 | −27 | 19 |
| 14 | Örgryte IS          | 26 | 3  | 8  | 15 | 24 | 44 | −20 | 17 |

- 1 Hammarby bestraffades med tre poängs avdrag efter en match mot Djurgården på Söderstadion, se avsnittet nedan.[5]
- SC Helsingborgs IF kvalificerade sig för Uefacupen 2007/2008 genom seger av Svenska cupen 2006

### Resultattabell
| Hemma \ Borta   | AIK | BKH | DIF | GAIS | GIF | HBK | HAIF | HEIF | IFE | IFKG | KFF | MFF | ÖIS | ÖIF |
| AIK             | —   | 1–0 | 3–1 | 2–0  | 2–2 | 3–0 | 0–2  | 2–2  | 2–2 | 4–0  | 1–0 | 3–0 | 2–1 | 5–1 |
| BK Häcken       | 0–1 | —   | 0–2 | 0–2  | 4–1 | 0–0 | 0–0  | 3–0  | 1–4 | 1–4  | 0–2 | 1–3 | 2–2 | 0–1 |
| Djurgårdens IF  | 0–1 | 2–1 | —   | 0–2  | 1–0 | 2–1 | 0–0  | 2–1  | 1–1 | 1–0  | 0–1 | 2–3 | 2–2 | 2–0 |
| Gais            | 0–0 | 2–2 | 1–1 | —    | 1–0 | 1–1 | 2–2  | 0–2  | 0–3 | 1–2  | 2–2 | 0–0 | 2–0 | 1–1 |
| Gefle IF        | 1–1 | 0–4 | 2–0 | 2–2  | —   | 0–2 | 0–1  | 1–0  | 1–1 | 1–0  | 2–2 | 4–3 | 2–0 | 1–0 |
| Halmstads BK    | 2–2 | 2–2 | 0–0 | 0–0  | 3–0 | —   | 0–0  | 1–1  | 0–1 | 1–4  | 0–1 | 2–2 | 1–0 | 1–0 |
| Hammarby IF     | 2–0 | 3–0 | 0–3 | 5–2  | 1–0 | 0–0 | —    | 4–2  | 1–0 | 3–3  | 1–2 | 2–2 | 0–1 | 2–0 |
| Helsingborgs IF | 1–1 | 1–3 | 1–1 | 1–0  | 2–0 | 1–1 | 3–1  | —    | 1–1 | 3–2  | 2–1 | 3–1 | 2–1 | 4–0 |
| IF Elfsborg     | 1–1 | 2–2 | 1–0 | 1–0  | 0–1 | 3–0 | 3–0  | 0–0  | —   | 1–1  | 1–0 | 4–2 | 2–0 | 0–0 |
| IFK Göteborg    | 1–1 | 3–0 | 3–2 | 0–0  | 3–1 | 0–0 | 1–2  | 2–2  | 1–1 | —    | 0–3 | 1–0 | 2–1 | 0–0 |
| Kalmar FF       | 1–3 | 0–0 | 0–1 | 1–2  | 2–1 | 2–1 | 4–1  | 2–4  | 0–1 | 1–2  | —   | 0–0 | 3–2 | 3–0 |
| Malmö FF        | 3–1 | 1–1 | 0–1 | 2–0  | 2–2 | 1–0 | 1–2  | 3–1  | 1–1 | 2–1  | 2–2 | —   | 4–2 | 2–0 |
| Örgryte IS      | 0–0 | 1–1 | 1–1 | 1–0  | 1–1 | 1–2 | 1–3  | 1–1  | 0–2 | 3–2  | 1–3 | 1–2 | —   | 0–2 |
| Östers IF       | 0–4 | 1–1 | 0–3 | 2–2  | 1–2 | 3–1 | 1–2  | 0–3  | 3–4 | 1–1  | 0–1 | 2–1 | 0–0 | —   |

## Kval till Allsvenskan 2007
| Lag 1             | Totalt | Lag 2     | Möte 1 | Möte 2 |
| IF Brommapojkarna | 4–1    | BK Häcken | 2–0    | 1–2    |

- 2006–11–09, BP – Häcken 2–0 (BP-målskyttar: Stefan Bergtoft & Olof Guterstam)
- 2006–11–12, Häcken – BP 1–2 (BP-målskyttar: Olof Guterstam & Joakim Runnemo, Häcken-målskytt: Daniel Forsell)[6]

IF Brommapojkarna till Allsvenskan 2007.

## Statistik

### Skytteligan
Tabell hämtad från Svenska Fotbollförbundet.
| Rank | Spelare           | Klubb           | Mål |
| ---- | ----------------- | --------------- | --- |
| 1    | Ari               | Kalmar FF       | 15  |
| 2    | Paulinho Guará    | Hammarby IF     | 12  |
| 3    | Wílton Figueiredo | AIK             | 11  |
| 3    | Jonatan Johansson | Malmö FF        | 11  |
| 3    | Olivier Karekezi  | Helsingborgs IF | 11  |
| 6    | James Keene       | Gais            | 10  |
| 7    | Luton Shelton     | Helsingborgs IF | 9   |
| 8    | Júnior            | Malmö FF        | 8   |
| 8    | René Makondele    | Gefle IF        | 8   |
| 8    | Markus Jonsson    | AIK             | 8   |
| 8    | Henrik Larsson    | Helsingborgs IF | 8   |

### Publik
Publiksnittet för hela Allsvenskan var 9 423 åskådare.

#### Publiksnitt per lag
AIK vann publikligan med cirka 7 770 åskådare före tvåan Malmö FF.
| Lag             | Hemmasnitt | Totalpublik |
| --------------- | ---------- | ----------- |
| AIK             | 21 434     | 278 648     |
| Malmö FF        | 13 665     | 177 645     |
| Djurgårdens IF  | 13 358     | 173 660     |
| Helsingborgs IF | 12 415     | 161 395     |
| IF Elfsborg     | 12 176     | 158 294     |
| Hammarby IF     | 11 793     | 153 309     |
| IFK Göteborg    | 10 258     | 133 360     |
| Gais            | 7 072      | 91 947      |
| Halmstads BK    | 6 002      | 78 036      |
| Östers IF       | 5 364      | 69 738      |
| Kalmar FF       | 5 197      | 67 571      |
| Gefle IF        | 5 029      | 65 379      |
| Örgryte IS      | 4 995      | 64 944      |
| BK Häcken       | 3 152      | 40 987      |

#### Högsta publiksiffror
Inkluderar endast publiksiffror över 25 000 åskådare.
| Publik | Arena   | Hemmalag       | Bortalag       | Matchresultat | Datum        |
| ------ | ------- | -------------- | -------------- | ------------- | ------------ |
| 34 174 | Råsunda | AIK            | Djurgårdens IF | 3-1           | 27 april     |
| 31 890 | Råsunda | Djurgårdens IF | AIK            | 0-1           | 20 september |
| 30 999 | Råsunda | AIK            | Malmö FF       | 3-0           | 5 november   |
| 30 139 | Råsunda | Djurgårdens IF | Hammarby IF    | 0-0           | 10 april     |
| 29 117 | Råsunda | AIK            | Hammarby IF    | 0-2           | 26 september |

## Svenska mästarna
- Tränare: Magnus Haglund

| Spelare              | Matcher | Mål |
| -------------------- | ------- | --- |
| Johan Wiland (MV)    | 26      | 0   |
| Anders Svensson      | 26      | 7   |
| Samuel Holmén        | 26      | 7   |
| Mathias Svensson     | 26      | 6   |
| Joakim Sjöhage       | 26      | 4   |
| Johan Karlsson       | 26      | 0   |
| Stefan Ishizaki      | 25      | 4   |
| Daniel Alexandersson | 25      | 4   |
| Andreas Augustsson   | 25      | 3   |
| Jari Ilola           | 20      | 0   |
| Martin Andersson     | 19      | 1   |
| Léandre Griffit      | 18      | 1   |
| Daniel Mobaeck       | 17      | 0   |
| Jon Jönsson          | 15      | 4   |
| Magnus Samuelsson    | 14      | 0   |
| Martin Strömberg     | 7       | 0   |
| Johan Sjöberg        | 5       | 0   |
| Jesper Arvidsson     | 4       | 0   |
| Markus Falk-Olander  | 1       | 0   |
| Emir Bajrami         | 1       | 0   |

MV = målvakt.

## Hammarby IF – Djurgårdens IF
Derbyt mellan Hammarby IF och Djurgårdens IF på Söderstadion måndagen den 28 augusti 2006 kom att gå till historien. Tio minuter in i den andra halvleken tog sig personer från Hammarbys klack in på planen. Dessutom sköts en mängd raketer in mot planen. Matchen avbröts av säkerhetsskäl. Djurgårdens IF hade under första halvleken tagit ledningen med 3-0. Lördagen den 2 september 2006 kom Svenska Fotbollförbundets tävlingsutskotts beslut och straff till klubbarna:
- Matchresultatet fastställt: Hammarby IF-Djurgårdens IF 0-3.
- Hammarby dömt till 3 poängs avdrag.
- Hammarby dömt till böter om 200 000 kronor.
- Djurgården dömt till böter om 15 000 kronor.

Detta var första gången ett allsvenskt lag fått poängavdrag på grund av oordning och incidenter på läktaren.
Hammarby IF överklagade straffen i domen om 3 poängs avdrag och bötesbeloppet till Svenska Fotbollförbudets tävlingsutskott den 4 september 2006 men fick avslag den tionde oktober. Den 25 oktober överklagade klubben till Riksidrottsnämnden (RIN) men fick inget prövningstillstånd för poängavdraget 4 november 2006, däremot sänktes bötesbeloppet till 75 000 kronor 22 november 2006. Slutliga domen blev följande:
- Matchresultatet fastställt: Hammarby IF-Djurgårdens IF 0-3.
- Hammarby dömt till 3 poängs avdrag.
- Hammarby dömt till böter om 75 000 kronor.
- Djurgården dömt till böter om 15 000 kronor.

Efter matchen togs även beslutet om att samtliga Stockholmsderbyn ska spelas på Råsunda av säkerhetsskäl samt att publikkapaciteten på Söderstadion minskar med 1 500 st platser.